# Armando Valenzuela Ruiz
Armando Valenzuela Ruiz (1935 - 2007) Fue un político, sociólogo, activista nazi e ideólogo de extrema derecha colombiano. 
Fue conocido principalmente por su fuerte actividad entre los sectores de extrema derecha en Colombia defendiendo ideas del nacional socialismo alemán y del fascismo italiano  y por inspirar a nivel ideológico al grupo neonazi colombiano Tercera Fuerza que lo reivindicaba como “la figura más saliente e incontaminada de la generación del medio siglo en Colombia”.

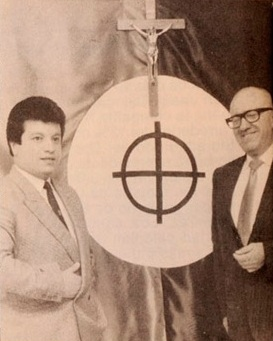
Ernesto Báez (izq) con Armando Valenzuela Ruiz (der) al fondo una cruz católica acompañada de una cruz celta.

## Biografía

### Primeros años
Acorde al sitio oficial de Tercera Fuerza Armando Valenzuela se graduó de sociología por parte de la Universidad Católica de Lovaina y obtuvo un posgrado en planeación por parte del IRFED de París.
Según el periodista Daniel Coronell en su artículo del 26 de abril de 2013 para la revista Semana, Valenzuela Ruíz fue guerrillero en los años 60 antes de pasar a ser impulsor del movimiento político de los paramilitares del Magdalena Medio en los ochenta. En 1975 junto al exprocurador Alejandro Ordóñez y otras personas publicó en un periódico conocido como “Colombia” (publicación que dirigía Armando Valenzuela) un mensaje de apoyo a al dictador ecuatoriano Guillermo Rodríguez Lara. Cabe aclarar que el periódico era abiertamente antisemita y negador del holocausto.

### Participación en el Movimiento de Reconstrucción Nacional (MORENA)
Cuando el gobierno de Virgilio Barco decretó la ilegalidad de las Autodefensas del Magdalena Medio en abril de 1989 los líderes paramilitares crearon el Movimiento de Reconstrucción Nacional (MORENA) con la intención de mantener su dominio político en a aquella región del país. Uno de los principales proponentes e impulsores de este movimiento fue Iván Roberto Duque alias “Ernesto Baez” aprovechando la apertura del gobierno de entonces para que los distintos grupos armados pudieran desmovilizarse y participar en política. 
La plataforma política de MORENA se lanzó en mayo de 1989 en Bogotá con harás a participar de las elecciones de 1990. Ernesto Báez por entonces secretario general de la Asociación Campesina de Ganaderos y Agricultores del Magdalena Medio (Acdegam) que era la fachada de los paramilitares de Báez) inició una campaña para ser senador por MORENA. Pronto comenzaron a parecer por todo el Magdalena Medio carteles publicitarios en el que aparecía una mujer de piel oscura con leyendas como “Te quiero por Morena, te quiero por colombina”.
MORENA como plataforma política comenzó a ser aprovechada por varios jefes de autodefensa que se habían desencantado con el partido Liberal (hegemónico en la región) pues concebían que este solo los veía como aportantes de votos y buscaron tener un brazo político propio.
Armando Valenzuela Ruiz que por esas épocas era miembro del partido Conservador y se encontraba trabajando como secretario de la comisión de cuentas del senado encabezó el respaldo político a MORENA.
Valenzuela Ruiz quien para finales de los ochenta ya era un asiduo anticomunista y anti-subversivo apoyaba el discurso de MORENA que se centraba en denunciar los crímenes cometidos por las guerrillas y acusaba a estos últimos de estar relacionados con partidos de izquierda colombiana como la Unión Patriótica o el Partido Comunista Colombiano.
A pesar de su solidez y del apoyo de los paramilitares el movimiento MORENA se acabaría por varias razones que se explicaran a continuación. La primera ocurrió entre julio y agosto de 1989 mientras Baez y Valenzuela hacían campaña en el Magdalena Medio y el occidente de Cundinamarca, donde alcanzaron a recorrer cerca de quince municipios en helicóptero. A la par se encontraba en la finca del narcotraficante Gonzalo Rodríguez Gacha un ejemplar del libro “Con las manos atadas” escrito por Valenzuela, este tenía una dedicatoria de Valenzuela al capo del cartel de Medellín, aunque Valenzuela negó conocer a Rodríguez Gacha y que hizo la dedicatoria sin saber y de buena fe, alegando que alguien le pidió que hiciera una dedicatoria de uno de sus libros a un empresario.
Otra razón que haría tambalear el proyecto político de MORENA fue la divergencia entre su dirigencia respecto a los candidatos que debían postularse a la presidencia de la república en las elecciones de 1990, mientras Baez defendía que se debía apoyar a los precandidatos liberales Valenzuela postulaba que el candidato debía venir de MORENA. Un tercer hecho que acabó con el proyecto político fue el asesinato de Luis Carlos Galan en agosto de 1989, esto llevó a que los dirigentes de MORENA fueran estigmatizados como cercanos a los posibles asesinos del aspirante liberal esto contribuyó a que el movimiento se disolviera. 
Una cuarta razón la explica el propio Valenzuela, según él políticos liberales como Bernardo Guerra Serna y Alberto Santofimio Botero convencieron a Baez de acabar con MORENA y fundar un nuevo movimiento regional dentro del seno del partido liberal, Baez accedió y fundo el Movimiento Liberal Democrático y Popular del Magdalena Medio que le permitió obtener una curul en el Concejo de Puerto Boyacá.

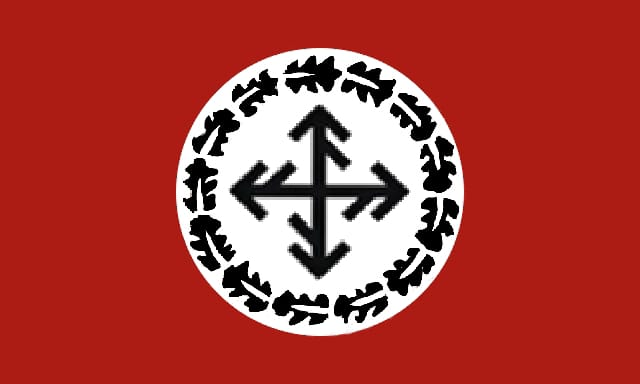
Bandera de la Tercera Fuerza

### Vida post-MORENA y apoyo a Tercera Fuerza
Después de MORENA Valenzuela escribió y publicó varios libros defendiendo sus ideas de extrema derecha hasta su muerte en 2007, así mismo, él se convirtió en un referente para las comunidades neonazis de principios del siglo XXI entre ellas Tercera Fuerza que le rendía pleitesía. 

## Publicaciones
- Reforma agraria en Colombia (1962).
- Amor energía suprema; Teoria dinámica del tercer mundo. (1968).
- La batalla de Colombia (1975).
- Los auges funestos (1979).
- Del caos al orden: Equidad y trabajo para todos (1986).
- Yanquis y Bolcheviques la santa alianza del siglo XX (1997).
- Con las manos atadas (1989).
- Cuentos de nunca acabar (1997).
- La prolongada guerra (2003).